# Philippeville
Philippeville (valonă Flipveye) este un oraș francofon din regiunea Valonia din Belgia. Comuna Philippeville este formată din localitățile Philippeville, Fagnolle, Franchimont, Jamagne, Jamiolle, Merlemont, Neuville, Omezée, Roly, Romedenne, Samart, Sart-en-Fagne, Sautour, Surice, Villers-en-Fagne, Villers-le-Gambon și Vodecée. Suprafața sa totală este de 156,71 km². La 1 ianuarie 2008 comuna avea o populație totală de 8.627 locuitori. 
Comuna Philippeville se învecinează cu comunele Walcourt, Florennes, Cerfontaine, Doische, Couvin și Viroinval.

## Localități înfrățite
- Franța: Saulieu.